# Nederwaard Molen No.1
Nederwaard Molen 1 is een van de Kinderdijkse molens, in de Nederlandse gemeente Molenlanden. De molen die dateert uit 1738 wordt bewoond en is niet te bezoeken. Eigenaar is Stichting Werelderfgoed Kinderdijk. De molen heeft een ijzeren scheprad met een diameter van 6,30 meter waarmee de lage boezem van de Nederwaard wordt bemalen. De molen is in de loop der jaren scheefgezakt en vermoedelijk rond 1870 heeft men aan de noordoostelijke kant een steunbeer tegen de romp gemetseld, om verder scheefzakken te voorkomen.
Nederwaard:
Nederwaard No.1 ·
Nederwaard No.2 ·
Nederwaard No.3 ·
Nederwaard No.4 ·
Nederwaard No.5 ·
Nederwaard No.6 ·
Nederwaard No.7 ·
Nederwaard No.8

Overwaard:
Overwaard No.1 ·
Overwaard No.2 ·
Overwaard No.3 ·
Overwaard No.4 ·
Overwaard No.5 ·
Overwaard No.6 ·
Overwaard No.7 ·
Overwaard No.8

Overig:
De Blokker ·
De Hoge Molen ·
Kleine of Lage Molen